# Fiat 418
Il Fiat 418 è un autobus prodotto dal 1971 al 1982.

## Progetto
All'inizio degli anni '70, la gamma di autobus proposta dalla Fiat Veicoli Industriali era composta da vetture progettate perlopiù all'inizio degli anni '60, ormai tecnicamente obsolete e non più competitive sul mercato. Per svecchiare la propria offerta, la Fiat mise in produzione due nuovi modelli: il 418, autobus di media capienza e dotato di grande versatilità, e il 421 progettato per l'impiego nelle grandi metropoli.

## Tecnica
Sebbene profondamente rinnovato nella meccanica e nell'estetica, il 418 derivava strettamente dal predecessore Fiat 410. Ciò era riscontrabile, oltre che nelle dimensioni, anche nella capienza non elevata.
Il motore è il Fiat 8200.12.035 da 9.819 cm3, erogante da 183 a 194 cavalli e posto al centro del telaio, in posizione definita a sogliola. Erano disponibili tre tipi di trasmissione: manuale a 5 rapporti, automatico Voith-Diwa 501-JSR oppure OM DRS 09.
Il 418 fu uno dei primi autobus ad includere il contagiri nella dotazione di serie e a non essere equipaggiato con il posto del fattorino, sostituito in quel periodo da apposite macchine emettitrici.

## Versioni
Il 418 è stato prodotto, oltre che dalla Fiat (nello stabilimento di Cameri, in provincia di Novara), anche da aziende esterne come la Autodromo, Dalla Via, Desimon, Portesi, Menarini, Breda (sia nello stabilimento di Pistoia sia in quello Sofer), Padane, Viberti, Minerva e Macchi. 
Ecco un riepilogo delle versioni prodotte:

### Fiat 418 A
- Lunghezza: 10 metri
- Allestimento: Urbano
- Alimentazione: Gasolio
- Porte: 3 a libro (rototraslanti su alcuni modelli)

### Fiat 418 AC

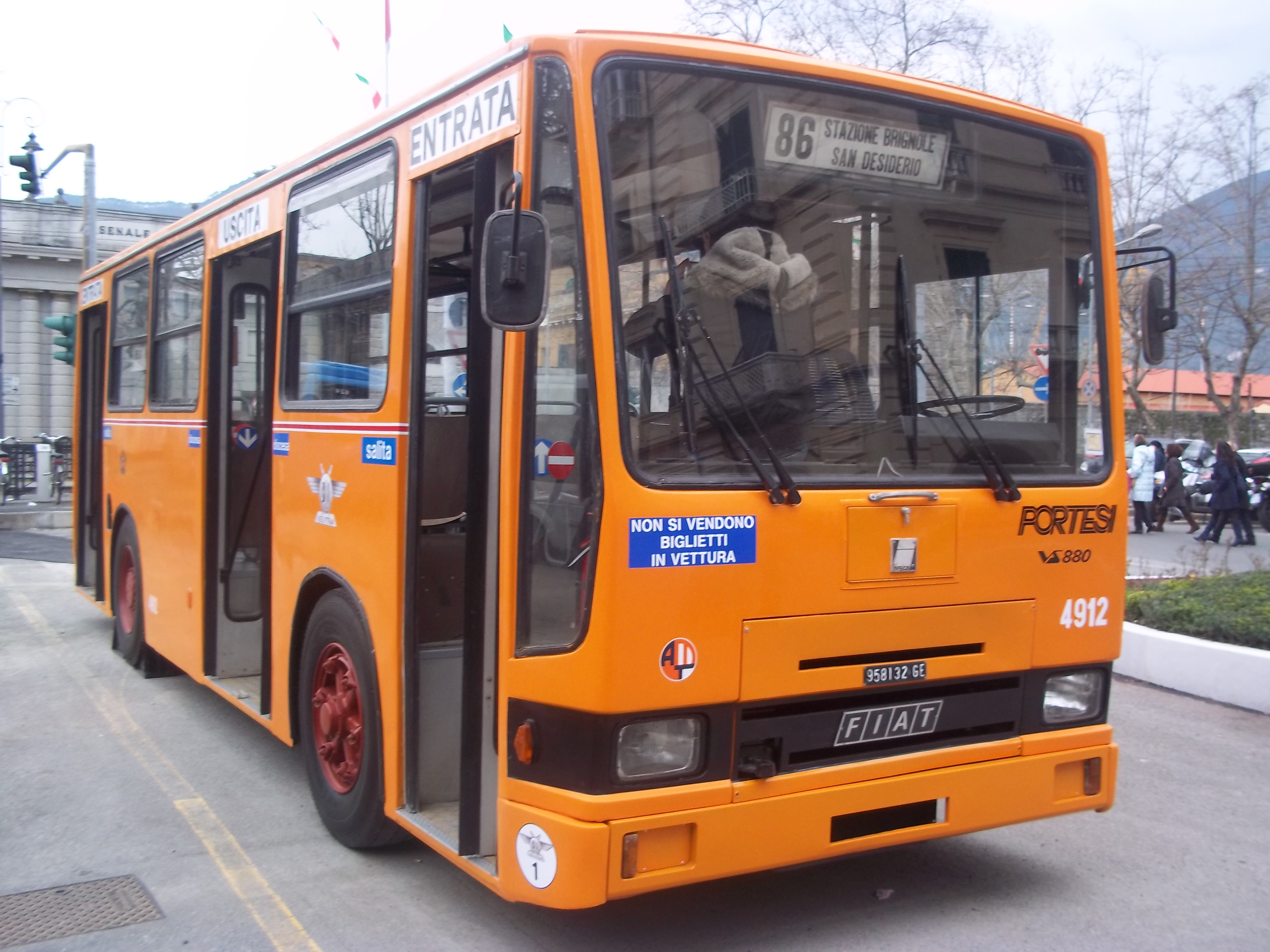
Fiat 418AC Portesi, modello VS880

- Lunghezza: 10,17 metri o articolato da 18 metri
- Allestimento: Urbano, Interurbano
- Alimentazione: Gasolio
- Porte: 3 a libro

### Fiat 418 AL
- Lunghezza: 11 metri
- Allestimento: Urbano, Suburbano (ALS)
- Alimentazione: Gasolio
- Porte: 2 o 3 a libro

## Diffusione
Il Fiat 418 ha rappresentato per molti anni l'autobus urbano più diffuso in Italia, con circa 6.900 esemplari prodotti. Oltre che in patria, sono stati venduti alcuni esemplari in Tunisia e in Danimarca. Molte altre vetture hanno raggiunto vari paesi in via di sviluppo, come donazioni da parte delle aziende di trasporto italiane, in seguito alla loro dismissione.
Grazie alle loro eccellenti caratteristiche, i Fiat 418 hanno costituito la colonna portante dei trasporti urbani di molte città italiane per tutti gli anni settanta, ottanta e anche parte degli anni novanta, nel corso dei quali le varie aziende ne iniziarono la graduale dismissione.
Alcune città tra cui Roma, Modena, Genova, Livorno, San Remo e Catania ne hanno tuttavia mantenuto una parte in servizio anche fino ai primi anni duemila.
Alcuni esemplari, restaurati, sono ancora funzionanti e custoditi presso Associazioni di Appassionati che ne curano il mantenimento.